# Herb gminy Garbów
Herb gminy Garbów – jeden z symboli gminy Garbów, autorstwa Henryka Seroki, ustanowiony 23 kwietnia 1993.

## Wygląd i symbolika
Herb przedstawia na tarczy w polu czerwonym złotego wspiętego lwa, skierowanego w prawo, z rozdwojonym ogonem. Jest to dawny herb miejski Garbowa, a jednocześnie herb rodowy Waldsteinów. 